# La Roche-l'Abeille
La Roche-l'Abeille is een gemeente in het Franse departement Haute-Vienne (regio Nouvelle-Aquitaine) en telt 591 inwoners (2005). De plaats maakt deel uit van het arrondissement Limoges.

## Geografie
De oppervlakte van La Roche-l'Abeille bedraagt 37,5 km², de bevolkingsdichtheid is 15,8 inwoners per km².
De onderstaande kaart toont de ligging van La Roche-l'Abeille met de belangrijkste infrastructuur en aangrenzende gemeenten.

## Demografie
Onderstaande figuur toont het verloop van het inwonertal (bron: INSEE-tellingen).